# Рябова, Екатерина Дмитриевна
Екатери́на Дми́триевна Ря́бова (после замужества – Черненко; род. 4 августа 1997, Московская область, Щёлково, Россия)  — российская певица, представительница России на «Детском конкурсе песни Евровидение в 2009» и «Детском конкурсе песни Евровидение в 2011». Исполнив песню «Маленький принц» в 2009 году, заняла 2-е место. В 2011 году с песней «Ромео и Джульетта» заняла 4-е место.

## Биография
Екатерина родилась 4 августа 1997 года в Щёлково, Московской области. У неё есть родная сестра Анастасия. Позднее семья Екатерины переехала в город Юбилейный Московской области. Занималась эстрадным вокалом в детском театре песни «СветАфор» и в студии классического балета «Сказка».
Стала стипендиатом Губернаторской премии, получила диплом вторых всемирных Дельфийских игр за музыкальность и артистизм, является лауреатом международного фестиваля «Роза Ветров-2007» и конкурса патриотической песни «С чего начинается Родина».
Дважды представляла Россию на детском конкурсе «Евровидение». В 2009 году с песней «Маленький принц» в Киеве она заняла вместе с представительницей Армении Луарой Айрапетян 2-е место. Тогда от победителя — Ральфа Макенбаха из Нидерландов — Катя отстала всего на пять баллов. А в 2011 году — выступила в Ереване с песней «Ромео и Джульетта», заняв  4 место (Катя набрала 99 баллов, как и представительница Белоруссии Лидия Заблоцкая, но из-за того, что за Белоруссию проголосовало большее количество стран, Лидия вышла вперёд).
Сыграла роль Красной шапочки в мюзикле А. Н. Пахмутовой «Волшебный Новый Год». В 2012 году на Национальном российском отборе на «Детское Евровидение» Катя представила песню «Chemistry», которая была записана и исполнена совместно с Эриком Раппом. Во второй половине 2012 года Екатерина была приглашена продюсерским центром «Эколь» для подготовки к фестивалю «Кинотаврик», который прошёл в Сочи. Там она представила свою новую песню «Stop», которая также была записана в Швеции.
В начале 2013 года на телеканале Russian Musicbox стартовал международный проект «Super Дети», в котором Екатерина заняла место в коллегии экспертов.
Высшее образование получает в МГУ на факультете искусств. Параллельно занимается вокалом.

## Личная жизнь
С 6 мая 2017 года замужем за певцом Александром Лавером (Черненко) (род. 1995). 19 ноября 2017 года у пары родился сын Алекс.

## Песни
- «Ангел»
- «Если бы я была кошкой»
- «Маленький принц»
- «Зеркала»
- «Катюша»
- «Как Ромео и Джульетта»
- «Просьба»
- «Рождество Христово»
- «Малинки»
- «Если в сердце живёт любовь»
- «Chemistry»
- «Stop»
- «Фишка»
- «Diamonds»
- «Every time you touch me»
- «Stay»
- «Do it like a Doode»
- «Новогодняя»
- «Арлекино»
- «Время»
- «Мама»
- «Новый год» (дуэт с Иосифом Кобзоном)
- «Hurricane» (2017)